# Samatasvir
Samatasvir ist ein experimenteller Arzneistoff und Virostatikum zur Behandlung von Infektionen mit dem Hepatitis-C-Virus. Dieser wurde ursprünglich von Idenix und jetzt von MSD entwickelt.

## Eigenschaften
Samatasvir gehört zur Gruppe der NS5A-Inhibitoren. Es bindet an das Nichtstrukturprotein 5A des Hepatitis-C-Virus, wie auch Daclatasvir, Elbasvir (für HCV1 und HCV4), Ledipasvir, MK-8408, Odalasvir, Ombitasvir, Ravidasvir und Velpatasvir. Samatasvir wird oral verabreicht. Die EC50 für Samatasvir liegt in vitro zwischen 2 und 24 pM für die HCV-Genotypen 1 bis 5. die EC50 für den Genotyp HCV-1b steigt in Anwesenheit von 40 % Volumenanteil an Serum auf das zehnfache. Eine klinische Studie der Phase II wurde 2014 veröffentlicht.